# Caucaia EC
Caucaia EC is een Braziliaans voetbalclub uit Caucaia, de tweede grootste stad in de deelstaat Ceará.

## Geschiedenis

### Mannen
De club werd opgericht in 2004 en is het eerste profteam uit de stad. Na drie seizoenen in de derde klasse van het Campeonato Cearense promoveerde de club naar de tweede klasse, maar werd daar voorlaatste en degradeerde meteen terug. Na twee jaar werd de club kampioen en promoveerde weer. Na twee seizoenen degradeerde de club en na een negende plaats in 2012 trok de club zich enkele jaren terug uit de competitie. 
In 2017 keerde de club terug naar de derde klasse en werd daar meteen kampioen. De club nam ook deel aan de Copa Fares Lopes 2017 en bereikte daar de kwartfinale. In 2019 won de club de staatsbeker ,waardoor de club in 2020 voor het eerst kan deelnemen aan de Copa do Brasil, ook werd de club kampioen in de tweede klasse, waardoor de club voor het eerst in de hoogste klasse van de staatscompetitie actief zal zijn. In de Copa do Brasil 2020 verloor de club in de eerste ronde van São José. In 2022 werd de club vicekampioen in de staatscompetitie nadat ze de finale verloren van Fortaleza.
Erelijst
Copa Fares Lopes
2019

### Vrouwen
Het team heeft ook een, veel succesvoller, vrouwenelftal dat in 2008 de allereerste staatskampioen werd. In 2015 won de club al voor de zesde keer de titel. De club nam ook al enkele keren deel aan de nationale competitie.